# Cinéma (2001-2008)
Pour les articles homonymes, voir Cinéma (homonymie).
Cinéma est une revue de cinéma qui a paru de 2001 à 2007. 

## Historique
La revue semestrielle Cinéma, revue d'esthétique et d'histoire du cinéma, est fondée par Bernard Eisenschitz à la suite de la disparition de Cinémathèque, publication dirigée par Dominique Païni.
Son édition est assurée par Léo Scheer. À partir de 2003, un DVD est inséré dans chaque numéro.
Cinéma cesse de paraître en 2007 avec son numéro 14 (automne 2007), faute de moyens financiers suffisants,.

## Collaborateurs de la revue
- Jacques Aumont
- Raymond Bellour
- Bernard Benoliel
- Alain Bergala
- Émile Breton
- Érik Bullot
- Stéfani de Loppinot
- Stéphane Delorme
- Bernard Eisenschitz
- Jean-André Fieschi
- Michèle Lagny
- Pierre Léon
- Dominique Païni
- Jacques Rancière
- Jean-François Rauger
- Charles Tesson